# Chế định ly hôn (Luật Việt Nam)
Chế định ly hôn trong Luật Hôn nhân và Gia đình Việt Nam là tổng thể các quy phạm pháp luật quy định về việc ly hôn cùng các vấn đề phát sinh như việc nuôi, thăm con chung sau khi ly hôn, phân chia tài sản chung.... Chế định này được cụ thể trong Chương X của Luật Hôn nhân và Gia đình năm 2000 (gồm 14 điều) ngoài ra còn được quy định trong Bộ luật Tố tụng dân sự năm 2004 với các trình tự, thủ tục ly hôn, phân chia tài sản...

## Khái niệm ly hôn
Theo quy định của Pháp luật Việt Nam thì ly hôn hay ly dị là chấm dứt quan hệ hôn nhân do Tòa án công nhận hoặc quyết định theo yêu cầu của vợ hoặc chồng hoặc cả hai vợ chồng khi mà tình trạng gia đình trầm trọng, đời sống chung không thể kéo dài, mục đích của hôn nhân không đạt được. Nhiều người cho rằng ly hôn là giải pháp để kết thúc sự đổ vỡ của tình yêu hoặc nhằm chấm dứt quan hệ gia đình khi không còn hạnh phúc.
Ly hôn có 2 dạng là thuận tình ly hôn (cả hai vợ chồng đều mong muốn và cùng ký vào đơn ly hôn) và ly hôn theo yêu cầu của một bên vợ hoặc chồng, trong trường hợp này Tòa án bắt buộc phải thụ lý để xem xét, giải quyết cho ly hôn. Phán quyết ly hôn của Tòa án thể hiện dưới hai hình thức: Bản án hoặc quyết định.

## Cơ sở ly hôn

### Yêu cầu ly hôn
Việc ly hôn phải do vợ hoặc chồng hoặc cả hai bên yêu cầu Tòa án nhân dân giải quyết. Theo đó vợ, chồng hoặc cả hai người có quyền yêu cầu Tòa án giải quyết việc ly hôn. Nhưng có ngoại lệ là trường hợp vợ có thai hoặc đang nuôi con dưới mười hai tháng tuổi thì chồng không có quyền yêu cầu xin ly hôn (nhưng vợ vẫn có quyền yêu cầu ly hôn).
Khi một bên vợ hoặc chồng yêu cầu ly hôn mà hòa giải tại Tòa án không thành thì Tòa án xem xét, giải quyết việc ly hôn. Nếu xét thấy tình trạng trầm trọng, đời sống chung không thể kéo dài, mục đích của hôn nhân không đạt được thì Tòa án quyết định cho ly hôn. Trường hợp vợ hoặc chồng của người bị mất tích xin ly hôn thì Tòa án giải quyết cho ly hôn.

### Thuận tình ly hôn
Trong trường hợp vợ chồng cùng yêu cầu ly hôn mà đã hòa giải tại Tòa án nhưng không thành công và xét thấy hai bên thật sự tự nguyện ly hôn và đã thỏa thuận về việc chia tài sản, việc trông nom, nuôi dưỡng, chăm sóc, giáo dục con thì Tòa án công nhận thuận tình ly hôn và sự thỏa thuận về tài sản và con trên cơ sở bảo đảm quyền lợi chính đáng của vợ và con, nếu không thỏa thuận được hoặc tuy có thỏa thuận nhưng không bảo đảm quyền lợi chính đáng của vợ và con thì Tòa án quyết định.

### Đơn phương ly hôn
Nếu đơn phương xin ly hôn thì Toà án Nhân dân quận, huyện nơi bị đơn đang cư trú (nơi thường trú hoặc nơi tạm trú) có thẩm quyền giải quyết. Nếu trong vụ án ly hôn có tranh chấp mà đương sự hoặc tài sản ở nước ngoài hoặc cần phải uỷ thác tư pháp cho cơ quan lãnh sự của Việt Nam ở nước ngoài, cho Toà án nước ngoài thuộc thẩm quyền của Toà án Nhân dân tỉnh, thành phố (Điều 33, 34, 35 Bộ luật Tố tụng dân sự năm 2004).
Hồ sơ xin ly hôn bao gồm:
1. Chứng minh nhân dân và sổ hộ khẩu của vợ và chồng
2. Giấy đăng ký kết hôn (bản chính)
3. Giấy khai sinh của các con
4. Giấy tờ về tài sản nếu có yêu cầu chia.
Căn cứ khoản 1 điều 89 Luật Hôn nhân và gia đình năm 2000 quy định về căn cứ cho ly hôn như sau: Toà án xem xét yêu cầu ly hôn, nếu xét thấy tình trạng trầm trọng, đời sống chung không thể kéo dài, mục đích của hôn nhân không đạt được thì Toà án quyết định cho ly hôn.

### Vấn đề pháp lý
Theo quy định của Luật Hôn nhân và Gia đình hiện nay thì Việt Nam cấm quy định cấm chồng ly hôn trong thời gian vợ đang mang thai hoặc nuôi con dưới 12 tháng tuổi nhằm bảo vệ sức khỏe, quyền lợi hợp pháp của bà mẹ và trẻ em trong giai đoạn mang thai, nuôi con dưới 12 tháng tuổi. theo Điều 85 Luật Hôn nhân và Gia đình, trong trường hợp người vợ có thai hoặc nuôi con dưới 12 tháng tuổi thì người chồng không có quyền yêu cầu ly hôn.
Tuy nhiên, điều này lại vấp phải một thực tế khá ngang trái là trường hợp trẻ không phải là con của người chồng thì người chồng cũng không được ly hôn (chẳng hạn như vợ có bầu do ngoại tình, hay mang thai với người cũ trước khi làm vợ...) vì theo quy định hiện hành, trẻ đã được thành thai trong thời kỳ hôn nhân thì đương nhiên là con của vợ chồng.

## Thẩm quyền của Tòa án
Tòa án nhân dân có quyền xử cho ly hôn hoặc bác đơn yêu cầu ly hôn. Theo luật hôn nhân và gia đình, khi vợ chồng, hoặc cả hai vợ chồng có đơn xin ly hôn, Tòa án nhân dân tiến hành hòa giải, xem xét giải quyết. Nếu hòa giải không có kết quả, thì Tòa án nhân dân xét xử. Và nếu xét thấy tình trạng trầm trọng, đời sống chung không thể kéo dài, mục đích của hôn nhân không đạt được, thì Tòa án nhân dân xử cho ly hôn.
Nếu hai bên vợ chồng thuận tình ly hôn thỏa thuận với nhau giải quyết được tất cả các nội dung quan hệ vợ chồng khi ly hôn thì Toà án công nhận ra phán quyết dưới hình thức là quyết định. Nếu vợ chồng có mâu thuẫn, tranh chấp thì Tòa án ra phán quyết dưới dạng bản án ly hôn. Tòa án là cơ quan duy nhất có trách nhiệm ra phán quyết chấm dứt quan hệ hôn nhân của vợ chồng.

## Giải quyết ly hôn
Quá trình giải quyết Tòa án căn cứ trên cơ sở pháp luật và tôn trọng sự tự nguyện thỏa thuận các bên. Nếu các vấn đề trên các bên không tự giải quyết được có mâu thuẫn, tranh chấp thì Tòa án căn cứ vào các chứng cứ và quy định pháp luật xem xét ra phán quyết. Nội dung giải quyết ly hôn là giải quyết quan hệ vợ chồng trên ba mặt: Quan hệ hôn nhân vợ chồng, quan hệ về con chung và quan hệ về tài sản.

### Quan hệ về con chung
Sau khi ly hôn, vợ, chồng vẫn có nghĩa vụ trông nom, chăm sóc, giáo dục, nuôi dưỡng con chưa thành niên hoặc đã thành niên bị tàn tật, mất năng lực hành vi dân sự, không có khả năng lao động và không có tài sản để tự nuôi mình. Người không trực tiếp nuôi con có nghĩa vụ cấp dưỡng nuôi con.
Vợ, chồng thỏa thuận về người trực tiếp nuôi con, quyền và nghĩa vụ của mỗi bên sau khi ly hôn đối với con, nếu không thỏa thuận được thì Tòa án quyết định giao con cho một bên trực tiếp nuôi (căn cứ vào quyền lợi về mọi mặt của con), nếu con từ đủ bảy tuổi trở lên thì phải xem xét nguyện vọng của con. Con dưới ba tuổi được giao cho mẹ trực tiếp nuôi, nếu như các bên không có thỏa thuận khác.
Vì lợi ích của con, theo yêu cầu của một hoặc cả hai bên, Tòa án có thể quyết định thay đổi người trực tiếp nuôi con. Việc thay đổi người trực tiếp nuôi con sau khi ly hôn được thực hiện trong trường hợp người trực tiếp nuôi con không bảo đảm quyền lợi về mọi mặt của con và phải tính đến nguyện vọng của con, nếu con từ đủ chín tuổi trở lên.
Sau khi ly hôn, người không trực tiếp nuôi con có quyền thăm nom con và không ai được cản trở người đó thực hiện quyền này. Trong trường hợp người không trực tiếp nuôi con lạm dụng việc thăm nom để cản trở hoặc gây ảnh hưởng xấu đến việc trông nom, chăm sóc, giáo dục, nuôi dưỡng con thì người trực tiếp nuôi con có quyền yêu cầu Tòa án hạn chế quyền thăm nom con của người đó.

### Quan hệ về tài sản
Việc chia tài sản khi ly hôn do các bên thỏa thuận, nếu không thỏa thuận được thì yêu cầu Tòa án giải quyết. (Tài sản riêng của bên nào thì thuộc quyền sở hữu của bên đó).
Việc chia tài sản chung theo nguyên tắc tài sản chung của vợ chồng về nguyên tắc được chia đôi, nhưng có xem xét hoàn cảnh của mỗi bên, tình trạng tài sản, công sức đóng góp của mỗi bên vào việc tạo lập, duy trì, phát triển tài sản này. (Lao động của vợ, chồng trong gia đình như nội trợ, rửa chén, lau chùi nhà cửa, là, giặt áo quần.... được coi như lao động có thu nhập). Nguyên tắc bảo vệ quyền, lợi ích hợp pháp của vợ, con chưa thành niên hoặc đã thành niên bị tàn tật, mất năng lực hành vi dân sự, không có khả năng lao động và không có tài sản để tự nuôi mình cũng được coi trọng. ngoài ra phải bảo vệ lợi ích chính đáng của mỗi bên trong sản xuất, kinh doanh và nghề nghiệp để các bên có điều kiện tiếp tục lao động tạo thu nhập.
Tài sản chung của vợ chồng được chia bằng hiện vật hoặc theo giá trị, bên nào nhận phần tài sản bằng hiện vật có giá trị lớn hơn phần mình được hưởng thì phải thanh toán cho bên kia phần giá trị chênh lệch. Việc thanh toán nghĩa vụ chung về tài sản của vợ, chồng do vợ, chồng thỏa thuận, nếu không thỏa thuận được thì yêu cầu Tòa án giải quyết.